# Steve Sisolak
Stephen F. Sisolak (* 26. prosince 1953, Milwaukee, Wisconsin) je americký politik a podnikatel českého původu. Mezi roky 2019–2023 byl guvernérem státu Nevada. Je členem Demokratické strany.

## Raný život
Narodil se 26. prosince 1953 v Milwaukee ve státě Wisconsin. Jeho rodina měla české předky. Je synem Mary (nar. 1926) a Edwarda Franka Sisolaka (1925–2004). Jeho otec byl konstruktér v General Motors a jeho matka pracovala v obchodě se smíšeným zbožím. Sisolak je praktikujícím katolíkem.
Vyrůstal ve Wauwatosa, kde v roce 1972 dokončil studium na Wauwatosa West High School. Byl aktivní ve studentské radě a hrál basketbal. Poprvé byl zaměstnán ve věku 13 let jako nosič golfových holí v Tripoli Country Club.
Získal bakalářský titul v oboru podnikání na University of Wisconsin-Milwaukee v roce 1974. Krátce nato se přestěhoval do Nevady a v roce 1978 získal titul magistra obchodní administrativy na University of Nevada v Las Vegas.

## Politická kariéra
Na guvernéra Nevady kandidoval v roce 2018. V nominaci demokratické strany porazil kolegu z Clark County, komisaře Chrise Giunchiglianiho a poté porazil republikánského kandidáta, tehdejšího generálního prokurátora Adama Laxalta ve všeobecných volbách, čímž se stal prvním demokratem, který sloužil jako guvernér Nevady od roku 1999, kdy úřad opustil Bob Miller. V roce 2022 se ucházel o znovuzvolení, ve všeobecných volbách jej však porazil republikán s podporou bývalého prezidenta Donalda Trumpa Joe Lombardo poměrem 48,8 % ku Sisolakovým 47,4 %.